# 유대교의 예수의 관점
유대교는 일반적으로 예수를 역사를 통해 나타난 수많은 유대인 메시아 주장자 중 하나로 본다. 예수는 모든 거짓 메시아들 중, 가장 영향력 있으며, 결과적으로 가장 해로운 자로 본다. 하지만, 주류 유대인의 믿음으로는 메시아는 아직 오지 않았으며 메시아 시대는 아직 존재하지 않기 때문에, 메시아 또는 신 중 하나로서의 예수의 거절은 유대교에서의 중점적 문제가 되지 않았다.

## 같이 보기
- 기독-유대교 화해
- 유대교의 무함마드의 관점
- 이슬람교 속 예수
- 하잘 문학 속 기독교에 대한 반대
- 사제 네스토르
- 밀하모스 하솀 of Jacob Ben Reuben 12C
- 세페르 니자혼 야샨 or Nizzahon vetus 13C
- 세페르 조세프 하메카네 of R. Joseph hen R. Nathan l'official 13C (Paris MS)
- The Touchstone of 이븐 샤프루트